# Sanktuarium Matki Bożej Jazłowieckiej
Sanktuarium Matki Bożej Jazłowieckiej – sanktuarium maryjne znajdujące się w kaplicy sióstr niepokalanek w Szymanowie, gdzie od 1946 odbiera kult statua Matki Boskiej Jazłowieckiej. 

## Historia
Szymanowskie sanktuarium znajdujące się w przyklasztornej kaplicy sióstr niepokalanek ściśle związane jest z posągiem Matki Boskiej Jazłowieckiej. Za datę powstania sanktuarium należy przyjąć dzień 24 czerwca 1946 roku, kiedy koronowany cudowny wizerunek Matki Bożej stanął na terenie parafii Szymanów.
Stało się tak dlatego, że w 1946 roku siostry niepokalanki zostały przez Sowietów wyrzucone ze swojego klasztoru w Jazłowcu. Ze względu na ciężar figury musiały pozostawić ją w Jazłowcu. Za pozwoleniem przełożonej na miejscu została także siostra Marianna od Pani Jazłowieckiej Petronela Bundziak (1907–1994), która wniosła wielki wkład aby sprowadzić figurę do Polski. To właśnie dzięki tej siostrze po prawie dwóch miesiącach podróży figura została umieszczona w tymczasowej kaplicy w Szymanowie. 
Pierwsza kaplica klasztorna mieściła się na parterze pałacu. Wejście do niej znajdowało się naprzeciwko głównych drzwi wejściowych. Następnie kaplica mieściła się u wylotu korytarza wiodącego z holu na prawo.
Początkowa kaplica z biegiem lat nie wystarczała na potrzeby sióstr oraz pielgrzymów, tak więc siostry podjęły decyzję o budowie oddzielnej kaplicy. W 1997 powstał projekt rozbudowy sanktuarium. Realizację tego planu rozpoczęto wmurowaniem kamienia węgielnego w 1999 (poświęconego 9 czerwca 1997 roku w Krośnie przez papieża bł. Jana Pawła II), a zakończono dnia 31 lipca 2002 roku poświęceniem kaplicy.
Obecne sanktuarium jest okazałe, przestrzenne i bardzo jasne. Ściana główna, która jest tłem dla cudownego wizerunku, jest w dużej części pokryta trawertynem o ciepłym kolorze. Cokół, na którym umieszczona jest figura, ołtarz i ambonka zrobione są z surowego trawertynu. Kamienna część ściany z trzech stron otoczona jest dużymi taflami szkła. W prezbiterium dużą płaszczyznę zabudowaną mosiężną kratą z pozłacaną siateczką zdobią wota dziękczynne. Lewa ściana sanktuarium posiada 72 małe okienka z pastelowymi odcieniami luksferów o niebieskim kolorze. Po przeciwnej stronie umieszczone są malowane stacje Drogi Krzyżowej. Posadzka w prezbiterium wyłożona jest kamieniem w kolorze ciemnej zieleni, a pozostała gresem w odcieniu perłowym. Tabernakulum i lampka wieczna przeniesione są ze starego sanktuarium, tak jak reszta wyposażenia.
W sanktuarium obchodzone są dwa odpusty: w dzień Matki Bożej Jazłowieckiej (9 lipca) i na Niepokalane Poczęcie Najświętszej Maryi Panny (8 grudnia).
W dniu 25 czerwca 2002 roku biskup łowicki – Alojzy Orszulik formalnie wydał dekret, w którym nowo wybudowany przyklasztorny kościół pw. Matki Bożej Jazłowieckiej w Szymanowie ustanowił jako „Sanktuarium ku czci Matki Bożej Niepokalanej zwanej Panią Jazłowiecką”. Kościół jest najmłodszym obiektem na Pętli Zachodniej szlaku krajoznawczego Perły Mazowsza.